# Septroux
Septroux est un hameau sur les hauteurs de l'Amblève du village et commune d'Aywaille dans la province de Liège en Région wallonne (Belgique). Avant la fusion des communes, Septroux faisait déjà partie de la commune d'Aywaille.

## Situation et description
Le hameau de Septroux est situé à l'ouest du village d'Aywaille. Ses maisons se trouvent adossées aux parties nord et est de la colline de Cwimont appelée aussi colline de Septroux. Cette colline culmine à 290 mètres d'altitude, soit plus de 160 m au-dessus du cours de l'Amblève qui passe au nord tandis qu'à l'est coule le petit ruisseau du Trou Pâquette. 

## Histoire
Jean-Joseph Havelange (1749-1798), né à Septroux, fut le dernier recteur de l'Université de Louvain sous l'Ancien Régime. Lors de la fermeture de l'université par le régime français en 1797, il fut déporté en Guyane française où il mourut quelques mois après son arrivée.

## Patrimoine
- La Croix de Septroux est une croix monumentale dressée sur la colline de Cwimont, dominant le hameau et visible depuis Aywaille. Elle fut solennellement érigée le 18 juin 1937 par des ouvriers de la 'Société Electricité Seraing et Extensions'. Elle est illuminée les soirs d'hiver.
- Un circuit pédestre partant du centre d'Aywaille monte vers Septroux, d'où un magnifique panorama sur l'Amblève peut être contemplé. Redescendant par Chambralles (un autre point de vue) et Martinrive, il revient à Aywaille en longeant l'Amblève.
- Un Mur de Pierre sèche sur le site de l’Agora, inauguré le dimanche 29 juin 2025. Celui-ci été construit par des bénévoles septrusiens.

## Loisirs
Depuis 1997, le hameau organise la fête des cerises au début du mois d'août.